# Bomarea herbertiana
Bomarea herbertiana är en alströmeriaväxtart som beskrevs av John Gilbert Baker. Bomarea herbertiana ingår i släktet Bomarea och familjen alströmeriaväxter.
Artens utbredningsområde är Colombia. Inga underarter finns listade i Catalogue of Life.